# Tony Cox
Joseph Anthony "Tony" Cox (Uniontown, 31 maart 1958) is een Afro-Amerikaanse acteur uit de Verenigde Staten. Hij wordt vanwege zijn dwerggroei, hij is slechts 1,07 meter lang, vaak gekozen voor rollen in komische films. Hij speelde in Bad Santa, Me, Myself and Irene en Epic Movie. Hij had ook een rol in de derde Star Warsfilm.

## Filmografie
- Bad Santa 2 (2016)
- Oz: The Great and Powerful (2013)
- The Warrior's Way (2010)
- Psych (2010)
- The Legend of Awesomest Maximus (2010)
- The Warrior's Way (2010)
- Disaster Movie (2008)
- Who's Your Caddy? (2007)
- Epic Movie (2007)
- Date Movie (2006)
- Bad Santa (2003)
- Hebrew Hammer (2003)
- Back By Midnight (2002)
- Me, Myself and Irene (2000)
- Friday (film) (1995)
- Leprechaun: back 2 tha hood (1994)
- Willow (1988)
- I'm Gonna Git You Sucka (1988)
- Beetlejuice (1988)
- Spaceballs (1987)
- Captain EO (1986)
- Ewoks: The Battle for Endor (1985)
- Star Wars: Episode VI: Return of the Jedi (1983)